# الریکا مالمگرن
الریکا مالمگرن (انگلیسی: Ulrika Malmgren؛ زادهٔ ۱۲ سپتامبر ۱۹۶۰) هنرپیشه اهل سوئد است.